# Чуй-Атасево
Чуй-Ата́сево (рос. Чуй-Атасево, башк. Сейәле-Әтәс) — присілок у складі Ілішевського району Башкортостану, Росія. Входить до складу Базітамацької сільської ради.
Населення — 310 осіб (2010; 339 2002).
Національний склад:
- башкири — 60 %
- татари — 37 %